# Movimiento Independiente Revolucionario-Comandos Armados
El Movimiento Independiente Revolucionario-Comandos Armados (acortado como MIR-COAR) fue una milicia urbana que tenía en su control 14 barrios de las comunas populares de Medellín y en algunas áreas rurales de municipios cercanos del Valle de Aburrá, comenzando su actividad armada en 1990.

## Historia

### Desmovilización
Desde 1995, el MIR-COAR empezó a tener acercamiento con el gobierno, el cuál la suspensión de la ejecución de las órdenes de captura que puedan pesar
en contra de los miembros y representantes y voceros designados de la MIR-COAR. Se firma un primer tratado en enero de 1997, con el compromiso del gobierno en una inversión social en los barrios, sobre todo la rehabilitación social en zonas desfavorecidas. No fue hasta el 29 de julio de 1998, en las instalaciones Palacio de Exposiciones de la ciudad de Medellín, en un acto público, se llevará a cabo la ceremonia donde bajaron las armas, las cuales fueán puestas a disposición de las autoridades pertinentes, mientras se toma la decisión en relación con su destino final. Entre los desmovilizados del MIR-COAR, cabe destacar que ha sido de los pocos grupos en los que gran parte de sus desmovilizados han tenido un  retorno seguro a la vida civil.